# Duri
Duri is een bestuurslaag in het regentschap Ponorogo van de provincie Oost-Java, Indonesië. Duri telt 3521 inwoners (volkstelling 2010).
Duri ligt op ongeveer 30 kilometer ten noorden van de zuidkust van het eiland Java.